# ظفرآباد (مقاطعة دهغلان)
ظفرآباد (بالفارسية: ظفرآباد) هي قرية تقع في قسم ايلان الشمالي الريفي (مقاطعة دهغلان) في إيران. يقدر عدد سكانها بـ 82 نسمة .